# Cyathea surinamensis
Cyathea surinamensis là một loài thực vật có mạch trong họ Cyatheaceae. Loài này được (Miq.) Domin mô tả khoa học đầu tiên năm 1929.